# Production des métaux non ferreux
 (janvier 2022).
Si vous disposez d'ouvrages ou d'articles de référence ou si vous connaissez des sites web de qualité traitant du thème abordé ici, merci de compléter l'article en donnant les références utiles à sa vérifiabilité et en les liant à la section « Notes et références ».
La production des métaux non ferreux est le secteur économique de la métallurgie qui regroupe les activités de transformation des métaux non ferreux en produits industriels. Les métaux non ferreux que l'industrie mondiale produit dans les plus grandes quantités sont l'aluminium et le cuivre, suivis par le plomb, le zinc et l'étain. Cette famille comprend aussi les métaux précieux tels que l'or, le platine, l'argent, etc.
L'activité industrielle consiste à faire subir aux matières premières les traitements mécaniques et chimiques qui les transforment en métaux propres puis en produits semi-finis, tels que le lingot. Les matières premières sont soit des minerais métalliques soit des produits recyclés. Les produits semi-finis sont soit des métaux purs, tels que des lingots d'or ou d'aluminium, soit des alliages tels que le laiton.
En amont de cette activité de métallurgie, se trouve l'extraction minière et, en aval, celle de la conception et de la fabrication de produits finis tels que le câble électrique (cuivre...). Le métier consiste à acheter les matières premières en fonction de l'évolution des cours, à maîtriser la chaîne de production et à écouler les produits.

## Acteurs
Certains acteurs du marché se concentrent sur la métallurgie. D'autres acteurs intègrent soit des activités en amont soit des activités en aval. D'autres enfin sont des opérateurs intégrés conduisant les trois activités.

## Histoire
- Histoire de la production de cuivre
- Histoire de la production d'aluminium
- Histoire de la production de zinc
- Histoire de la production de plomb